# 徳大寺斉定
徳大寺 斉定（とくだいじ なりさだ、1921年〈大正10年〉7月 - 1946年〈昭和21年〉3月）は、日本の華族、賀陽宮恒憲王第1王女である賀陽美智子の夫。公家としての家格は清華家。徳大寺実厚の次男であり、兄に徳大寺公英、弟に徳大寺純明がいる。

## 略歴
1943年（昭和18年）12月9日、平安神宮宮司で貴族院議員の徳大寺実厚公爵の次男・徳大寺斉定陸軍中尉と美智子女王との結婚が勅許。29日に美智子女王と結婚するが、1945年（昭和20年）9月、離婚した。
二人の間に子供は生まれなかった。その後、斉定は1946年3月に戦病死した。

## 系譜
東山天皇の男系十世子孫である。東山天皇の孫（閑院宮直仁親王の子）で鷹司家を継いだ鷹司輔平の男系後裔。

詳細は皇別摂家#系図も参照のこと。